# Гранд-Каньон (национальный парк)
Национальный парк Гранд-Ка́ньон (англ. Grand Canyon National Park) — один из старейших национальных парков США, расположен в штате Аризона. На территории парка расположен Большой каньон реки Колорадо, одно из признанных природных чудес света. Площадь парка — 4927 км².
Южный край каньона является наиболее посещаемым, здесь же находятся наиболее популярные обзорные точки и около 48 км доступно по дороге. Северный край каньона гораздо менее посещаемый. Остальные части каньона отдалены и труднодоступны, хотя многие из них досягаемы по пешеходным маршрутам и проселочным дорогам.
Территория вокруг Гранд-Каньона стала национальным памятником 11 января 1908 года и объявлена национальным парком 26 февраля 1919 года. Создание парка явилось одним из первых успехов природоохранного движения. Статус национального парка смог помешать исполнению планов по строительству плотины на реке Колорадо внутри границ парка (возможно, что отсутствие такого статуса у каньона Глен и было причиной разрешения строительства плотины выше по течению реки и его затопления, после чего образовалось озеро Пауэл). ЮНЕСКО объявил парк объектом Всемирного наследия.
Гранд-Каньон, включая его обширную систему смежных каньонов, не является ни самым большим, ни самым глубоким в мире, однако он ценится прежде всего своим гармоничным сочетанием размера, глубины и многоцветных слоев обнаженных горных пород, которые датируются вплоть до докембрийских времён.